# ファマールの戦い
ファマールの戦い（ファマールのたたかい、英語: Battle of Famars）はフランス革命戦争のフランドル戦役中の1793年5月28日、フリードリヒ・ヨシアス・フォン・ザクセン＝コーブルク＝ザールフェルト率いるオーストリア、ハノーファー、イギリスの同盟軍がフランソワ・ジョセフ・ドルーオ・ド・ラマルシェ率いるフランスの北方軍に勝利した戦闘。戦闘はフランス北部のファマール、ヴァランシエンヌから5キロメートル南のところで行われた。

## 背景
1793年5月、数回の敗北によりネーデルラントにおけるフランス革命軍は絶望的な情勢だった。指揮官のオーギュスト・マリー・アンリ・ピコー・ド・ダンピエールが死亡した後は疲れ切っていた上に意気消沈して統率も乱れていた。さらに、各大隊からヴァンデ戦争への派遣軍が出されていた。新しく徴兵された兵士30万人のうちネーデルラントに派遣された者も多かったが、その多くが戦争に適さないか、はじめから脱走していた。新しく任命された暫定指揮官のラマルシェはこの時点ではファマールでの陣地とヴァランシエンヌの要塞に撤退するしかないと思い知った。
コーブルク公率いる同盟軍はヴァランシエンヌを包囲すべく動き出したが、まずはフランス軍の妨害を防ぐべくラマルシェをファマールから追い出そうとした。コーブルク公の軍勢には直前に26歳のヨーク・オールバニ公フレデリック率いるイギリス・ハノーファー連合軍が加勢しており、この連合軍が攻撃の先鋒を務めると決定された。イギリス軍の大半にとって、この戦闘はフランス革命軍との最初の戦闘であり、意外な決定であった。
ファマールの軍営は山の尾根の上、ヴァランシエンヌから3マイル南のところに位置しており、その東はロンネル川でその橋と浅瀬が破壊されている。オーストリア軍のカール・マック・フォン・ライベリヒは本隊となる2個縦隊で軍営の東側への直接攻撃を仕掛け、より小規模な2部隊で両翼を攻撃して援護する、という計画を立てた。スヘルデ川の対岸にいたフランソワ・セバスチャン・シャルル・ジョゼフ・ド・クロワは同時にアンザン山の軍営を攻撃するとした。

## 戦闘

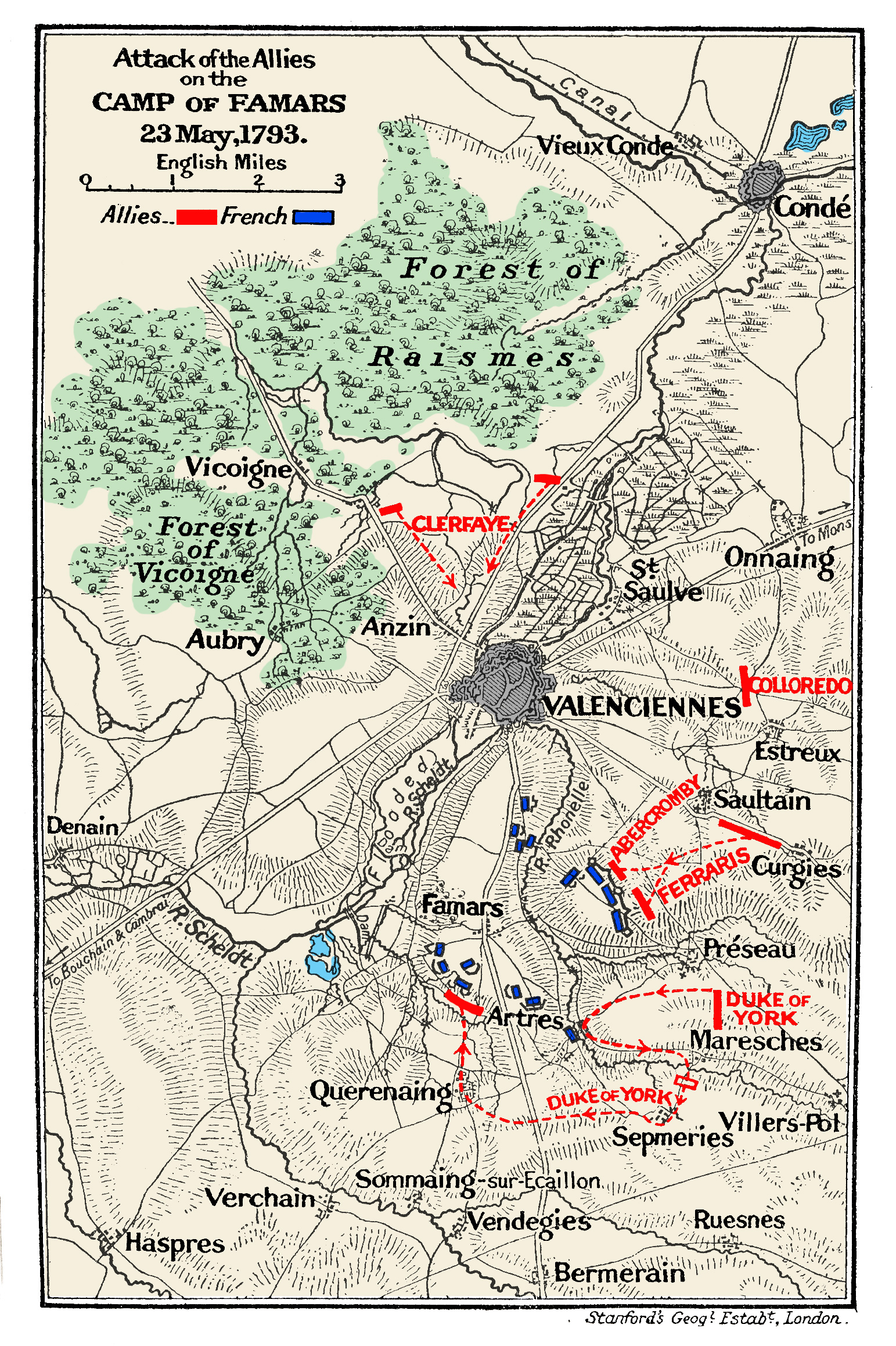
戦闘の地図

本隊の第1縦隊はヨーク公率いる歩兵16個大隊と騎兵18個大隊で、5月8日のレムの戦いで戦っていたジェラード・レイク率いる近衛歩兵連隊も含まれていた。マックがヨーク公に出した命令はアルトレ近くの架橋でロンネル川を渡って、軍営の右翼を攻撃する、というものだった。つまり、フランス軍営に攻撃するまで抵抗を受けることは想定しなかった。
本隊の第2縦隊はオーストリアの砲兵大将ジョセフ・ド・フェラーリ率いる歩兵12個大隊と騎兵12個大隊で、ラルフ・アバークロンビー率いるイギリスの第14歩兵連隊と第53歩兵連隊で構成された部隊も含まれた。第2縦隊はソルタンの村からロンネル川東岸にあった防御陣地を攻撃するとされた。陸軍元帥中将のニコラウス・コロレド＝メルス（Nikolaus Colloredo-Mels）は第1小縦隊を率いてヴァランシエンヌの北東側を脅かし、ルドルフ・リッター・フォン・オットーは第2小縦隊を率いてル・ケスノワを脅かした。
午前2時のすぐあと、ヨーク公の縦隊はアルトレから2マイル後ろの集合場所から出発したが、濃霧で行軍が遅れ、ロンネル川に到着したのは午前7時のことだった。ヨーク公にはマック自身、そしてコーブルク公の参謀長フリードリヒ・ヴィルヘルム・ツー・ホーエンローエ＝キルヒベルクが同伴しており、ホーエンローエは無経験のヨーク公が先走りしすぎないようコーブルク公に派遣されて同伴したのであった。霧が晴れるとともに、目指していた渡河点にフランス軍の歩兵と砲兵が林立していることが明らかになり、フランス軍はすぐに発砲してきた。開戦直後にマックが負傷したため、戦闘未経験者のヨーク公が自分で行動を決めなければならなかった。彼の決定は回れ右して、縦隊を2マイル南東のマレシェに向かって前進させ、オーストリアの大砲数門とすでに戦闘に入った部隊でフランス軍の注目を逸らした。マレシェの浅瀬を抵抗に遭わずに渡ったヨーク公の軽騎兵は低い尾根を登り、アルトレの南へ進んで、その先のケレナンからフランス軍の側面を攻撃しようとした。しかし、マレシェで遅延や混雑があったため、ヨーク公の軍勢がマレシェを出るのは午後3時のことであり、フランス軍は方向転換して脅威に対処することができた。ヨーク公がやや迂回してケレナンに到着したのは午後5時と遅かった。しかし、イギリス騎兵はフランス軍の南側にあった、守備されていないとりでの背後に移動、峡谷からとりでに入って守備軍を圧倒した。フランス騎兵はとりでを奪回しようとしたが失敗した。
一方、北のほうにいたフェラーリの縦隊は川の東岸の尾根にあった長い陣地を強襲、フランス軍をロンネル川の西岸に押し返した。フランス騎兵の数個大隊がフェラーリの軍勢の側面を脅かした場面もあったが、ハノーファーの衛兵に騎兵突撃を仕掛けられ、苦戦したのち敗走した。
ヨーク公はここでようやくフランス軍への攻撃の準備を整えたが、慎重なホーエンローエは兵士たちがつかれているとして反対、ヨーク公は強襲を翌朝まで延期することを余儀なくされた。
フランス軍は北側で持ちこたえたが、ラマルシェは自軍が切断される危険性に気づいた。そのため、彼はフェランにヴァランシエンヌの守備を任せて、自軍をブシャン、シーザーズ・キャンプ（Caesar's Camp）、パイヤンクールに撤退させた。翌朝にヨーク公が攻撃を仕掛けるとき、コロレドの縦隊が北から一番乗りで軍営に入ったが、フランス軍がすでに撤退した後だった。

## その後
クロワはアンザン山で抵抗に遭ったが、結果的には攻撃に成功した。
戦闘に参加したフランス軍2万7千人のうち、3千人が死傷、300人が捕虜になった。同盟軍はほかにも大砲17門、弾薬の詰まった台車14台、軍旗3本を鹵獲した。同盟軍の損害は5万3千人のうち1,100人（主にオーストリア軍）だった。マックも負傷していた。ハノーファー軍の損害は戦死22、負傷61だった。
ファマールの脅威が去り、コーブルク公はヴァランシエンヌ包囲戦を開始、ヨーク公がフェラーリの支援で包囲を指揮した。
5月27日にはラマルシェが更迭され、代わりにアダム・フィリップ・ド・キュスティーヌが指揮を執った。
戦闘中、イギリス軍の西ヨークシャー連隊（第14歩兵連隊）はサ・イラに合わせてフランス軍を攻撃した。後日、連隊は栄誉として、サ・イラが連隊の速歩行進曲に選ばれた。

## 評価
オーストリア軍はラマルシェを取り逃した責任がヨーク公にあると考えたが、アルフレッド・バーンなどのイギリスの歴史家はそうとは考えず、「頭の固い指揮官は予め運命づけられたという理由だけで困難の海に潜る。しかし、適応性は戦争における正当な原則であり、将軍にとっては極めて重要な美徳である。[...]よって、ヨーク公は与えられた計画を捨てて別の計画で代替することを責められるのではなく、称えられるべきである。」とした。